# Babin Zub (ås)
Babin Zub är en ås i Montenegro. Den ligger i den centrala delen av landet. På åsen finns gräsmarker och i dalgångarna skog.